# TV UFSC
TV UFSC é uma emissora de televisão educativa brasileira sediada em Florianópolis, capital do estado de Santa Catarina. Opera no canal 63 (47 UHF digital) e é afiliada à TV Brasil. Suas instalações estão localizadas no Centro de Florianópolis, na parte da ilha, e a sua antena de transmissão está localizada no topo do Morro da Cruz.

## Sinal digital
| Canal virtual | Canal digital | Resolução de tela | Programação                                  |
| ------------- | ------------- | ----------------- | -------------------------------------------- |
| 63.1          | 47 UHF        | 1080i             | Programação principal da TV UFSC / TV Brasil |

A emissora fez suas primeiras transmissões em caráter experimental em dezembro de 2012, utilizando o canal 63 UHF e o virtual 5.1, posteriormente 2.1. Em 2 de maio de 2013, mudou novamente o canal virtual, que passou a ser o mesmo que o físico (63.1). Em 18 de maio, a emissora iniciou oficialmente suas transmissões, ao mesmo tempo que também passa a operar em sinal aberto.
Em 1º de julho de 2018, a emissora remanejou o seu sinal para o canal 47 UHF, de modo a desocupar a faixa entre os canais 52 e 69 que será utilizada para a tecnologia 4G. A emissora produz programas em alta definição desde 2009 e transmite em alta definição desde que passou a operar o canal digital.  

## Programas
Além de retransmitir a programação nacional da TV Brasil, a TV UFSC tem em média 8h de grade própria, com os seguintes programas:
- UFSC Entrevista: Talk show;
- UFSC Cidade: Telejornal produzido e apresentado por alunos do curso de Jornalismo da UFSC;
- Universidade Já: Boletim informativo, sobre a universidade ou algo relacionado a cidade;
- Primeiro Plano: Documentários, reportagens ou vídeos produzidos pelos alunos da UFSC;
- Outros Tempos: Documentários, reportagens ou vídeos produzidos pelos alunos da UFSC até meados dos anos 90;
- Sessão Cinema: Sessão de filmes clássicos, sob domínio público;
- Cinema Catarinense: Sessão de documentários ou filmes com produção catarinense. Apresentado esporadicamente;
- Especial UFSC: Reportagens especiais, sobre temas variáveis. Apresentado esporadicamente;
- Som na Ilha: Sessão de shows. Apresentado esporadicamente;
- Canal Memória: Curta-metragens sobre o estado;
- Justiça do Trabalho na TV: Talk show, produzido pelo TRT;
- Alcance: Talk show produzido mensalmente pelo Ministério Público de Santa Catarina, com Ângelo Ribeiro;

## Prêmios
Prêmio Vladimir Herzog
Menção Honrosa do Prêmio Vladimir Herzog por Documentário de TV
| Ano  | Obra               | Veículo de mídia | Autor                 | Resultado |
| ---- | ------------------ | ---------------- | --------------------- | --------- |
| 2010 | "Paredes pintadas" | TV UFSC          | Pedro Santos e equipe | Venceu    |